# HMS Jersey (F72)
«Джерсі» (F72) (англ. HMS Jersey (F72) — військовий корабель, ескадрений міноносець типу «J» Королівського військово-морського флоту Великої Британії за часів Другої світової війни.

## Історія створення
«Джерсі» був закладений 28 вересня 1937 року на верфі компанії J. Samuel White, Коуз. 28 квітня 1939 року увійшов до складу Королівських ВМС Великої Британії.